# Championnats du monde de patinage artistique 2006
Navigation
Mondiaux 2005 Mondiaux 2007
Les championnats du monde de patinage artistique 2006 ont lieu du 20 au 26 mars 2006 au Pengrowth Saddledome de Calgary au Canada.

## Qualifications
Les patineurs sont éligibles à l'épreuve s'ils représentent une nation membre de l'Union internationale de patinage (International Skating Union en anglais) et s'ils ont atteint l'âge de 15 ans avant le 1er juillet 2005. Les fédérations nationales sélectionnent leurs patineurs en fonction de leurs propres critères, mais l'Union internationale de patinage exige un score minimum d'éléments techniques (Technical Elements Score en anglais) lors d'une compétition internationale avant les championnats du monde.
Sur la base des résultats des championnats du monde 2005, l'Union internationale de patinage autorise chaque pays à avoir de une à trois inscriptions par discipline.
| Entrées                                                    | Messieurs                    | Dames                           | Couples                                     | Danse sur glace                              |
| ---------------------------------------------------------- | ---------------------------- | ------------------------------- | ------------------------------------------- | -------------------------------------------- |
| 3                                                          | Canada États-Unis            | Japon Russie États-Unis         | Chine Russie                                | Russie États-Unis                            |
| 2                                                          | Belgique Chine France Suisse | Finlande Hongrie Italie Ukraine | Allemagne Canada Pologne Ukraine États-Unis | Bulgarie Canada France Israël Italie Ukraine |
| Les pays non listés dans ce tableau ont droit à une entrée |                              |                                 |                                             |                                              |

Pour la quatorzième année, l'Union internationale de patinage impose une ronde des qualifications pour les catégories individuelles masculine et féminine. Les qualifications sont divisées en deux groupes A et B. Pour les mondiaux 2006, le top 15 de chaque groupe accède au programme court, puis le top 24 accède au programme libre. Les scores des qualifications comptent pour le score final. C'est la dernière fois que la ronde des qualifications est disputée, après avoir été introduite lors des championnats du monde 1993. Après ces championnats du monde, l'Union internationale de patinage vote pour leur retrait de la compétition. À partir de 2007, tous les patineurs inscrits feront leur programme court et seulement le top 24 accédera au programme libre.
En danse sur glace, la danse imposée est la valse de Ravensburger.

## Podiums
| Épreuves                            | Or                              | Argent                                 | Bronze                           |
| ----------------------------------- | ------------------------------- | -------------------------------------- | -------------------------------- |
| Messieurs résultats détaillés       | Stéphane Lambiel                | Brian Joubert                          | Evan Lysacek                     |
| Dames résultats détaillés           | Kimmie Meissner                 | Fumie Suguri                           | Sasha Cohen                      |
| Couples résultats détaillés         | Pang Qing / Tong Jian           | Zhang Dan / Zhang Hao                  | Maria Petrova / Aleksey Tikhonov |
| Danse sur glace résultats détaillés | Albena Denkova / Maxim Staviski | Marie-France Dubreuil / Patrice Lauzon | Tanith Belbin / Benjamin Agosto  |

## Tableau des médailles
| Rang  | Nation     | Or | Argent | Bronze | Total |
| ----- | ---------- | -- | ------ | ------ | ----- |
| 1     | Chine      | 1  | 1      | 0      | 2     |
| 2     | États-Unis | 1  | 0      | 3      | 4     |
| 3     | Bulgarie   | 1  | 0      | 0      | 1     |
| 3     | Suisse     | 1  | 0      | 0      | 1     |
| 5     | Canada     | 0  | 1      | 0      | 1     |
| 5     | France     | 0  | 1      | 0      | 1     |
| 5     | Japon      | 0  | 1      | 0      | 1     |
| 8     | Russie     | 0  | 0      | 1      | 1     |
| Total | Total      | 4  | 4      | 4      | 12    |

## Détails des compétitions

### Messieurs
| Rang                                        | Nom                  | Pays                 | Points | Qualifications A | Qualifications A | Qualifications B | Qualifications B | Programme court | Programme court | Programme libre | Programme libre |
| ------------------------------------------- | -------------------- | -------------------- | ------ | ---------------- | ---------------- | ---------------- | ---------------- | --------------- | --------------- | --------------- | --------------- |
| 1                                           | Stéphane Lambiel     | Suisse               | 274.22 | 1                | 40.23            |                  |                  | 4               | 77.41           | 1               | 156.58          |
| 2                                           | Brian Joubert        | France               | 270.83 |                  |                  | 3                | 34.05            | 1               | 80.31           | 2               | 156.47          |
| 3                                           | Evan Lysacek         | États-Unis           | 255.22 | 2                | 34.93            |                  |                  | 8               | 70.32           | 3               | 149.97          |
| 4                                           | Nobunari Oda         | Japon                | 251.21 |                  |                  | 1                | 36.23            | 3               | 78.25           | 5               | 136.73          |
| 5                                           | Emanuel Sandhu       | Canada               | 249.89 | 6                | 28.95            |                  |                  | 2               | 78.41           | 4               | 142.53          |
| 6                                           | Jeffrey Buttle       | Canada               | 241.59 |                  |                  | 2                | 34.48            | 7               | 73.30           | 7               | 133.81          |
| 7                                           | Johnny Weir          | États-Unis           | 235.57 |                  |                  | 4                | 33.38            | 5               | 73.53           | 8               | 128.66          |
| 8                                           | Alban Préaubert      | France               | 230.95 |                  |                  | 5                | 33.18            | 17              | 61.62           | 6               | 136.15          |
| 9                                           | Li Chengjiang        | Chine                | 229.03 | 5                | 31.43            |                  |                  | 6               | 73.39           | 15              | 124.21          |
| 10                                          | Ilia Klimkin         | Russie               | 227.78 | 3                | 32.65            |                  |                  | 10              | 68.72           | 10              | 126.41          |
| 11                                          | Matthew Savoie       | États-Unis           | 227.41 |                  |                  | 8                | 30.08            | 9               | 69.25           | 9               | 128.08          |
| 12                                          | Sergei Davydov       | Biélorussie          | 222.44 |                  |                  | 6                | 30.83            | 12              | 66.07           | 11              | 125.54          |
| 13                                          | Tomáš Verner         | Tchéquie             | 221.83 |                  |                  | 7                | 30.28            | 11              | 67.05           | 14              | 124.50          |
| 14                                          | Gheorghe Chiper      | Roumanie             | 219.34 |                  |                  | 9                | 29.10            | 15              | 64.95           | 12              | 125.29          |
| 15                                          | Zhang Min            | Chine                | 216.59 | 4                | 32.11            |                  |                  | 19              | 59.70           | 13              | 124.78          |
| 16                                          | Anton Kovalevski     | Ukraine              | 211.93 | 9                | 28.44            |                  |                  | 14              | 65.67           | 19              | 117.82          |
| 17                                          | Andrei Griazev       | Russie               | 208.37 |                  |                  | 10               | 28.83            | 21              | 57.96           | 16              | 121.58          |
| 18                                          | Roman Serov          | Israël               | 207.14 | 8                | 28.55            |                  |                  | 16              | 64.36           | 20              | 114.23          |
| 19                                          | Ivan Dinev           | Bulgarie             | 206.86 | 11               | 27.39            |                  |                  | 18              | 60.57           | 18              | 118.90          |
| 20                                          | Silvio Smalun        | Allemagne            | 206.58 | 7                | 28.55            |                  |                  | 13              | 65.92           | 21              | 112.11          |
| 21                                          | Shawn Sawyer         | Canada               | 201.05 | 10               | 27.80            |                  |                  | 25              | 53.23           | 17              | 120.02          |
| 22                                          | Gregor Urbas         | Slovénie             | 198.54 |                  |                  | 11               | 28.72            | 20              | 59.60           | 23              | 110.22          |
| 23                                          | Kristoffer Berntsson | Suède                | 192.47 |                  |                  | 12               | 25.89            | 23              | 56.21           | 22              | 110.37          |
| 24                                          | Trifun Živanović     | Serbie-et-Monténégro | 183.05 |                  |                  | 14               | 25.22            | 22              | 56.39           | 24              | 101.44          |
| Patineurs éliminés après le programme court |                      |                      |        |                  |                  |                  |                  |                 |                 |                 |                 |
| 25                                          | Karel Zelenka        | Italie               |        |                  |                  | 13               | 25.75            | 24              | 54.66           | NC              | NC              |
| 26                                          | Viktor Pfeifer       | Autriche             |        | 12               | 26.29            |                  |                  | 26              | 51.14           | NC              | NC              |
| 27                                          | Igor Matsipura       | Slovaquie            |        | 13               | 25.00            |                  |                  | 28              | 50.11           | NC              | NC              |
| 28                                          | Jamal Othman         | Suisse               |        | 14               | 24.91            |                  |                  | 27              | 50.15           | NC              | NC              |
| 29                                          | Ari-Pekka Nurmenkari | Finlande             |        | 15               | 23.48            |                  |                  | 29              | 49.08           | NC              | NC              |
| 30                                          | John Hamer           | Royaume-Uni          |        |                  |                  | 15               | 22.94            | 30              | 47.00           | NC              | NC              |
| Patineurs éliminés après les qualifications |                      |                      |        |                  |                  |                  |                  |                 |                 |                 |                 |
| 31                                          | Aidas Reklys         | Lituanie             |        | 16               | 23.19            |                  |                  | NC              | NC              | NC              | NC              |
| 32                                          | Sean Carlow          | Australie            |        |                  |                  | 16               | 21.35            | NC              | NC              | NC              | NC              |
| 33                                          | Alper Uçar           | Turquie              |        |                  |                  | 17               | 19.78            | NC              | NC              | NC              | NC              |
| 34                                          | Bertalan Zakany      | Hongrie              |        | 17               | 19.25            |                  |                  | NC              | NC              | NC              | NC              |
| 35                                          | Michael Novales      | Philippines          |        |                  |                  | 18               | 19.16            | NC              | NC              | NC              | NC              |
| 36                                          | Tristan Thode        | Nouvelle-Zélande     |        | 18               | 18.63            |                  |                  | NC              | NC              | NC              | NC              |
| 37                                          | Zeus Issariotis      | Grèce                |        | 19               | 17.81            |                  |                  | NC              | NC              | NC              | NC              |
| 38                                          | Luis Hernandez       | Mexique              |        |                  |                  | 19               | 16.44            | NC              | NC              | NC              | NC              |
| 39                                          | Edward Ka-Yin Chow   | Hong Kong            |        |                  |                  | 20               | 15.90            | NC              | NC              | NC              | NC              |
| 40                                          | Justin Pietersen     | Afrique du Sud       |        | 20               | 13.78            |                  |                  | NC              | NC              | NC              | NC              |

### Dames
| Rang                                          | Nom                     | Pays                 | Points | Qualifications B | Qualifications B | Qualifications A | Qualifications A | Programme court | Programme court | Programme libre | Programme libre |
| --------------------------------------------- | ----------------------- | -------------------- | ------ | ---------------- | ---------------- | ---------------- | ---------------- | --------------- | --------------- | --------------- | --------------- |
| 1                                             | Kimmie Meissner         | États-Unis           | 218.33 |                  |                  | 2                | 28.46            | 5               | 60.17           | 1               | 129.70          |
| 2                                             | Fumie Suguri            | Japon                | 209.74 |                  |                  | 1                | 28.47            | 2               | 62.12           | 2               | 119.15          |
| 3                                             | Sasha Cohen             | États-Unis           | 208.88 |                  |                  | 3                | 27.59            | 1               | 66.62           | 4               | 114.67          |
| 4                                             | Ielena Sokolova         | Russie               | 202.27 | 6                | 24.42            |                  |                  | 3               | 60.98           | 3               | 116.87          |
| 5                                             | Yukari Nakano           | Japon                | 195.65 | 2                | 27.79            |                  |                  | 6               | 59.62           | 6               | 108.24          |
| 6                                             | Sarah Meier             | Suisse               | 195.11 |                  |                  | 5                | 24.64            | 4               | 60.51           | 5               | 109.96          |
| 7                                             | Joannie Rochette        | Canada               | 189.41 | 1                | 29.28            |                  |                  | 7               | 56.38           | 8               | 103.75          |
| 8                                             | Emily Hughes            | États-Unis           | 184.75 | 3                | 25.68            |                  |                  | 10              | 54.23           | 7               | 104.84          |
| 9                                             | Susanna Pöykiö          | Finlande             | 180.06 |                  |                  | 7                | 23.13            | 9               | 54.28           | 9               | 102.65          |
| 10                                            | Kiira Korpi             | Finlande             | 176.65 | 5                | 25.44            |                  |                  | 11              | 53.32           | 10              | 97.89           |
| 11                                            | Yoshie Onda             | Japon                | 172.46 |                  |                  | 6                | 23.39            | 12              | 52.49           | 12              | 96.58           |
| 12                                            | Carolina Kostner        | Italie               | 172.45 | 4                | 25.64            |                  |                  | 16              | 48.95           | 11              | 97.86           |
| 13                                            | Mira Leung              | Canada               | 168.80 |                  |                  | 4                | 24.77            | 14              | 49.49           | 13              | 94.54           |
| 14                                            | Elene Gedevanishvili    | Géorgie              | 164.92 | 9                | 20.72            |                  |                  | 8               | 54.55           | 17              | 89.65           |
| 15                                            | Idora Hegel             | Croatie              | 163.58 | 7                | 23.26            |                  |                  | 17              | 48.31           | 14              | 92.01           |
| 16                                            | Liu Yan                 | Chine                | 159.05 | 8                | 21.16            |                  |                  | 19              | 46.17           | 15              | 91.72           |
| 17                                            | Amanda Nylander         | Suède                | 154.08 |                  |                  | 10               | 19.79            | 18              | 46.30           | 19              | 87.99           |
| 18                                            | Tuğba Karademir         | Turquie              | 153.25 |                  |                  | 14               | 18.94            | 22              | 44.47           | 16              | 89.84           |
| 19                                            | Arina Martinova         | Russie               | 149.89 |                  |                  | 13               | 18.95            | 15              | 48.96           | 21              | 81.98           |
| 20                                            | Galina Efremenko        | Ukraine              | 149.65 | 14               | 16.22            |                  |                  | 21              | 44.69           | 18              | 88.74           |
| 21                                            | Anastasia Gimazetdinova | Ouzbékistan          | 149.43 | 11               | 19.00            |                  |                  | 13              | 49.50           | 22              | 80.93           |
| 22                                            | Júlia Sebestyén         | Hongrie              | 142.30 |                  |                  | 11               | 19.77            | 24              | 38.53           | 20              | 84.00           |
| 23                                            | Valentina Marchei       | Italie               | 141.51 |                  |                  | 12               | 19.12            | 20              | 45.06           | 23              | 77.33           |
| 24                                            | Annette Dytrt           | Allemagne            | 137.31 | 10               | 19.47            |                  |                  | 23              | 41.90           | 24              | 75.94           |
| Patineuses éliminées après le programme court |                         |                      |        |                  |                  |                  |                  |                 |                 |                 |                 |
| 25                                            | Viktória Pavuk          | Hongrie              |        |                  |                  | 8                | 21.31            | 28              | 36.34           | NC              | NC              |
| 26                                            | Katarina Gerboldt       | Russie               |        | 13               | 17.58            |                  |                  | 27              | 36.59           | NC              | NC              |
| 27                                            | Michelle Cantu          | Mexique              |        |                  |                  | 15               | 15.98            | 25              | 38.09           | NC              | NC              |
| 28                                            | Nadège Bobillier        | France               |        |                  |                  | 9                | 19.89            | 29              | 33.61           | NC              | NC              |
| 29                                            | Andrea Kreuzer          | Autriche             |        | 15               | 15.89            |                  |                  | 26              | 37.43           | NC              | NC              |
| 30                                            | Teodora Poštič          | Slovénie             |        | 12               | 18.96            |                  |                  | 30              | 30.77           | NC              | NC              |
| Patineuses éliminées après les qualifications |                         |                      |        |                  |                  |                  |                  |                 |                 |                 |                 |
| 31                                            | Miriam Manzano          | Australie            |        |                  |                  | 16               | 15.88            | NC              | NC              | NC              | NC              |
| 32                                            | Roxana Luca             | Roumanie             |        |                  |                  | 17               | 15.53            | NC              | NC              | NC              | NC              |
| 33                                            | Tammy Sutan             | Thaïlande            |        | 16               | 14.83            |                  |                  | NC              | NC              | NC              | NC              |
| 34                                            | Sonia Radeva            | Bulgarie             |        | 17               | 14.56            |                  |                  | NC              | NC              | NC              | NC              |
| 35                                            | Diane Chen              | Taipei chinois       |        | 18               | 13.66            |                  |                  | NC              | NC              | NC              | NC              |
| 36                                            | Ksenia Jastsenjski      | Serbie-et-Monténégro |        | 19               | 13.45            |                  |                  | NC              | NC              | NC              | NC              |
| 37                                            | Jacqueline Belenyesiová | Slovaquie            |        |                  |                  | 18               | 13.28            | NC              | NC              | NC              | NC              |
| 38                                            | Choi Ji-eun             | Corée du Sud         |        | 20               | 13.23            |                  |                  | NC              | NC              | NC              | NC              |
| 39                                            | Olga Zadvornova         | Lettonie             |        | 21               | 12.72            |                  |                  | NC              | NC              | NC              | NC              |
| 40                                            | Alisa Kireeva           | Ukraine              |        |                  |                  | 19               | 12.49            | NC              | NC              | NC              | NC              |
| 41                                            | Jenna-Anne Buys         | Afrique du Sud       |        |                  |                  | 20               | 12.35            | NC              | NC              | NC              | NC              |
| 42                                            | Laura Fernandez         | Espagne              |        | 22               | 11.77            |                  |                  | NC              | NC              | NC              | NC              |
| 43                                            | Elena Muhhina           | Estonie              |        |                  |                  | 21               | 10.58            | NC              | NC              | NC              | NC              |
| Forfait                                       | Kristina Mikhailova     | Biélorussie          |        | NC               | NC               | NC               | NC               | NC              | NC              | NC              | NC              |

### Couples
| Rang | Nom                                    | Pays        | Points | Programme court | Programme court | Programme libre | Programme libre |
| ---- | -------------------------------------- | ----------- | ------ | --------------- | --------------- | --------------- | --------------- |
| 1    | Pang Qing / Tong Jian                  | Chine       | 189.20 | 2               | 64.98           | 1               | 124.22          |
| 2    | Zhang Dan / Zhang Hao                  | Chine       | 186.42 | 1               | 65.58           | 4               | 120.84          |
| 3    | Maria Petrova / Aleksey Tikhonov       | Russie      | 186.22 | 3               | 63.04           | 2               | 123.18          |
| 4    | Rena Inoue / John Baldwin              | États-Unis  | 183.17 | 6               | 60.90           | 3               | 122.27          |
| 5    | Valérie Marcoux / Craig Buntin         | Canada      | 181.09 | 4               | 62.66           | 5               | 118.43          |
| 6    | Aljona Savchenko / Robin Szolkowy      | Allemagne   | 170.08 | 5               | 61.24           | 7               | 108.84          |
| 7    | Jessica Dubé / Bryce Davison           | Canada      | 169.72 | 7               | 58.81           | 6               | 110.91          |
| 8    | Julia Obertas / Sergei Slavnov         | Russie      | 164.16 | 8               | 55.60           | 8               | 108.56          |
| 9    | Dorota Zagórska / Mariusz Siudek       | Pologne     | 160.79 | 9               | 55.05           | 9               | 105.74          |
| 10   | Tatiana Volosozhar / Stanislav Morozov | Ukraine     | 147.90 | 11              | 50.87           | 10              | 97.03           |
| 11   | Marcy Hinzmann / Aaron Parchem         | États-Unis  | 140.22 | 10              | 52.84           | 13              | 87.38           |
| 12   | Maria Mukhortova / Maksim Trankov      | Russie      | 135.70 | 12              | 46.67           | 12              | 89.03           |
| 13   | Marylin Pla / Yannick Bonheur          | France      | 135.02 | 14              | 44.55           | 11              | 90.47           |
| 14   | Dominika Piątkowska / Dmitri Khromin   | Pologne     | 123.37 | 13              | 44.67           | 14              | 78.70           |
| 15   | Rumiana Spassova / Stanimir Todorov    | Bulgarie    | 117.61 | 16              | 40.22           | 15              | 77.39           |
| 16   | Marina Aganina / Artem Knyazev         | Ouzbékistan | 114.52 | 15              | 41.17           | 16              | 73.35           |
| 17   | Stacey Kemp / David King               | Royaume-Uni | 106.10 | 18              | 36.14           | 18              | 69.96           |
| 18   | Mari Vartmann / Florian Just           | Allemagne   | 105.49 | 19              | 32.96           | 17              | 72.53           |
| 19   | Julia Beloglazova / Andrei Bekh        | Ukraine     | 104.83 | 17              | 37.80           | 19              | 67.03           |
| 20   | Emma Brien / Stuart Beckingham         | Australie   | 86.84  | 20              | 31.74           | 20              | 55.10           |

### Danse sur glace
| Rang                                               | Nom                                     | Nation      | Points | Danse imposée | Danse imposée | Danse originale | Danse originale | Danse libre | Danse libre |
| -------------------------------------------------- | --------------------------------------- | ----------- | ------ | ------------- | ------------- | --------------- | --------------- | ----------- | ----------- |
| 1                                                  | Albena Denkova / Maxim Staviski         | Bulgarie    | 199.14 | 1             | 38.46         | 1               | 60.94           | 3           | 99.74       |
| 2                                                  | Marie-France Dubreuil / Patrice Lauzon  | Canada      | 198.69 | 2             | 38.31         | 3               | 59.81           | 1           | 100.57      |
| 3                                                  | Tanith Belbin / Benjamin Agosto         | États-Unis  | 196.74 | 3             | 37.59         | 4               | 59.65           | 4           | 99.50       |
| 4                                                  | Margarita Drobiazko / Povilas Vanagas   | Lituanie    | 195.87 | 5             | 36.52         | 5               | 59.60           | 2           | 99.75       |
| 5                                                  | Isabelle Delobel / Olivier Schoenfelder | France      | 195.44 | 4             | 37.30         | 2               | 60.02           | 5           | 98.12       |
| 6                                                  | Galit Chait / Sergei Sakhnovski         | Israël      | 181.29 | 6             | 34.77         | 7               | 54.59           | 6           | 91.93       |
| 7                                                  | Oksana Domnina / Maksim Chabaline       | Russie      | 178.39 | 7             | 34.11         | 6               | 55.06           | 7           | 89.22       |
| 8                                                  | Federica Faiella / Massimo Scali        | Italie      | 172.10 | 9             | 32.60         | 10              | 51.42           | 8           | 88.08       |
| 9                                                  | Melissa Gregory / Denis Petukhov        | États-Unis  | 171.06 | 10            | 32.37         | 9               | 52.24           | 10          | 86.45       |
| 10                                                 | Megan Wing / Aaron Lowe                 | Canada      | 170.51 | 8             | 32.90         | 8               | 52.54           | 11          | 85.07       |
| 11                                                 | Sinead Kerr / John Kerr                 | Royaume-Uni | 167.83 | 12            | 30.02         | 11              | 51.32           | 9           | 86.49       |
| 12                                                 | Jana Khokhlova / Sergey Novitski        | Russie      | 162.15 | 11            | 31.10         | 16              | 46.54           | 12          | 84.51       |
| 13                                                 | Christina Beier / William Beier         | Allemagne   | 154.94 | 13            | 29.67         | 14              | 46.82           | 13          | 78.45       |
| 14                                                 | Kristin Fraser / Igor Lukanin           | Azerbaïdjan | 154.28 | 14            | 29.40         | 13              | 46.92           | 15          | 77.96       |
| 15                                                 | Nathalie Péchalat / Fabian Bourzat      | France      | 154.00 | 15            | 29.31         | 12              | 48.28           | 17          | 76.41       |
| 16                                                 | Morgan Matthews / Maxim Zavozin         | États-Unis  | 152.97 | 16            | 29.09         | 18              | 45.59           | 14          | 78.29       |
| 17                                                 | Nozomi Watanabe / Akiyuki Kido          | Japon       | 152.96 | 17            | 28.47         | 15              | 46.82           | 16          | 77.67       |
| 18                                                 | Nóra Hoffmann / Attila Elek             | Hongrie     | 150.78 | 18            | 28.47         | 17              | 46.10           | 18          | 76.21       |
| 19                                                 | Alexandra Kauc / Michał Zych            | Pologne     | 144.21 | 19            | 26.82         | 20              | 44.24           | 19          | 73.15       |
| 20                                                 | Alexandra Zaretski / Roman Zaretski     | Israël      | 140.14 | 24            | 25.49         | 22              | 43.52           | 20          | 71.13       |
| 21                                                 | Anna Zadorozhniuk / Sergei Verbillo     | Ukraine     | 139.72 | 21            | 26.03         | 21              | 43.70           | 21          | 69.99       |
| 22                                                 | Yu Xiaoyang / Wang Chen                 | Chine       | 136.14 | 23            | 25.71         | 23              | 40.82           | 22          | 69.61       |
| 23                                                 | Elena Romanovskaya / Alexander Grachev  | Russie      | 135.43 | 20            | 26.33         | 19              | 45.17           | 24          | 63.93       |
| 24                                                 | Alla Beknazarova / Vladimir Zuev        | Ukraine     | 132.00 | 22            | 25.72         | 24              | 40.56           | 23          | 65.72       |
| Couples de danse éliminés après la danse originale |                                         |             |        |               |               |                 |                 |             |             |
| 25                                                 | Olga Akimova / Alexander Shakalov       | Ouzbékistan |        | 27            | 23.67         | 25              | 39.80           | NC          | NC          |
| 26                                                 | Laura Munana / Luke Munana              | Mexique     |        | 26            | 24.54         | 27              | 38.92           | NC          | NC          |
| 27                                                 | Kamila Hájková / David Vincour          | Tchéquie    |        | 28            | 23.44         | 26              | 39.41           | NC          | NC          |
| 28                                                 | Natalie Buck / Trent Nelson-Bond        | Australie   |        | 29            | 21.41         | 28              | 36.17           | NC          | NC          |
| 29                                                 | Alisa Allapach / Peter Kongkasem        | Thaïlande   |        | 30            | 21.22         | 29              | 34.88           | NC          | NC          |
| Abandon                                            | Anastasia Grebenkina / Vazgen Azroyan   | Arménie     |        | 25            | 25.17         |                 |                 | NC          | NC          |